# ريوت ناغر
ريوت ناغر (بالعبرية: רעות נגר‏) (من مواليد 2 مايو 1983) منتجة إسرائيلية ورائدة أعمال ثقافية وناشطة اجتماعية وتصب جلّ اهتمامها على حقوق الميم والمرأة. تُعد ناغر المؤسسة والمالكة المشاركة لـ WDG، وهو موقع إخباري يهتم بمجتمع الميم، ومنتجة الإنتاج المسرحي "Lesbihonest".

## حياتها المبكرة
وُلِدت ناغر في تل أبيب ونشأت في أشدود. أدّت خدمتها العسكرية الإلزامية في الجيش الإسرائيلي بين عامي 2001 و2004 في وحدة اللوجستيات كضابطة عمليات. وبعد خدمتها العسكرية، واصلت ناغر تعليمها للحصول على شهادة البكالوريوس في الكيمياء والطب الباطني من جامعة بار إيلان. درست أسواق رأس المال في كلية بساغوت والكتابة الإبداعية في كلية أبوودي (Aboodi)، وهي كلية إعلان. بعد إتمام دراستها، عمِلت ناغر في عدة شركات إعلان، وكانت شركة ساتشي آند ساتشي "Saatchi & Saatchi" إحداها.

## حياتها المهنية
في عام 2014، شاركت ناغر في تأسيس حانة المثليات أمازونا، حيث أنتجت أحداثًا ثقافية لمجتمع الميم. وفي عام 2015 أنتجت مهرجان الميم السينمائي الدولي (TLVFest) الذي موّلته ميفال هاباييس (Mifal HaPayis)، كما كانت منتجة لمشروع يمي تاربووت (Yemei Tarboot). عملت ناغر أيضًا في عدة منظمات غير حكومية إسرائيلية كمديرة للمحتوى ومنتجة للأحداث ومنسقة لشبكة الخريجين.
أنشأت ناغر مع جورج أفني موقع WDG.co.il، وهو الموقع الإلكتروني المستقل الوحيد المعني بأخبار مجتمع الميم في إسرائيل. أنشِئ الموقع لتحقيق المشاركة السياسية لمجتمع الميم في إسرائيل وإيصال الأخبار من إسرائيل والعالم إلى المجتمع باللغة العبرية. يعكس موقع الويب للمجتمع تنوّع الواقع ويكسر الصور النمطية ويتضمّن دعوات إلى اتخاذ إجراءات ومقالات شخصية والمستجدات المرتبطة بالأحداث والأنشطة.
في عام 2016، أنتجت ناغر العرض "Lesbihonest" مع الممثلة والشاعرة ميكا بن شاؤول. تضمن العرض رسومات كوميدية وأغاني وقصائد عن النساء اللواتي يقعن في حب نساءٍ أخريات. نُظِّم العرض لأول مرة في مركز الميم في تل أبيب. تلته جولة في جميع أنحاء البلاد، وتخلّل ذلك عروض في القدس وحيفا وبئر السبع ونتانيا وغيرها من المدن. يُعرض "Lesbihonest" الآن بانتظام في مسرح إسرائيل الوطني (هابيما).
اختارت مجلة تايم أوت تل أبيب "Time Out Tel Aviv" ناغر كواحدة من أكثر نساء الميم تأثيرًا في نفس العام.
في عام 2017 أسّست فرقة "Pashoot" تكريمًا للذكرى العاشرة لمهرجان ليثال ليزبيان للأفلام. قدّمت عرضًا في مكان المهرجان، تل أبيب سينيماتيك (Tel Aviv Cinematheque). تقيم ناغر حاليًا في تل أبيب.

## النشاط العام والسياسي
ناغر ناشطة في مجال حقوق مجتمع الميم والنسوية والمساواة بين الجنسين في إسرائيل. كانت واحدة من رؤساء حملة «النساء في الطليعة»، موضوع أحداث الكبرياء في عام 2016 في تل أبيب لتشجيع النساء اللواتي يشغلن المناصب القيادية في المجتمع. وكانت أيضًا واحدة من قادة حركة مسيرة العاهرة "SlutWalk" في عام 2018.
أنتجت ناغر حدث الميم الذهبي (Golden LGBT) للمسنين من مجتمع الميم وعيد فصح الميم (LGBT Passover Seder) نيابة عن فرقة عمل الميم في إسرائيل ومركز مجتمع الميم في بلدية تل أبيب (Tel Aviv Municipal LGBT Community Center). تساهم ناغر أيضًا بكتابة مقالات في الموقع الإخباري ماكو "mako" الذي ينشر أخبارًا عن علاقات مجتمع الميم والتعددية.
في فبراير 2018، أعلنت أنها ستخوض انتخابات مجلس مدينة تل أبيب على قائمة حزب ميرتس. في الانتخابات الحزبية التي أُجريت في مايو 2018 حصلت ناغر على المركز السابع في قائمة حزب ميرتس، لكنه حصل في النهاية على المركز الخامس بعد التغييرات. ومع ذلك، في الانتخابات البلدية في أكتوبر 2018، فاز حزب ميرتس بثلاثة مقاعد فقط في مجلس المدينة.
كانت ناغر واحدة من مؤسسي مجموعة «النمِرات الورديات»، والتي بدأت إضراب مجتمع الإسرائيلي في يوليو 2018.